# 減税補てん債
減税補てん債（げんぜいほてんさい）とは、普通交付税の「基準財政収入額」の算定における収入額に対し、年度途中において実際の収入見込額がその額を下回る地方公共団体が、その財源補てん措置として減収見込額を限度として発行する地方債で公共施設等の建設経費に充てるものである。